# Hybognathus hayi
Hybognathus hayi är en fiskart som beskrevs av Jordan, 1885. Hybognathus hayi ingår i släktet Hybognathus och familjen karpfiskar. Inga underarter finns listade i Catalogue of Life.